# Semenovia lasiocarpa
Semenovia lasiocarpa är en flockblommig växtart som först beskrevs av Pierre Edmond Boissier, och fick sitt nu gällande namn av Ida P. Mandenova. Semenovia lasiocarpa ingår i släktet Semenovia och familjen flockblommiga växter. Utöver nominatformen finns också underarten S. l. incana.